# Matt Anger
Matt Anger, né le 20 juin 1963 à Walnut Creek, est un ancien joueur de tennis professionnel américain.
En simple, il a gagné le tournoi de tennis de Johannesburg en 1985 et atteint la finale du même tournoi l'année suivante. Il a joué deux fois les huitièmes de finale en Grand Chelem en 1986, à Wimbledon et à l'US Open. Côté classement, il a atteint la 23e place mondiale en 1986.
En double, il a gagné deux tournois, à l'Open du Japon en 1986 avec Ken Flach et à l'Open de Brisbane en 1987 avec Kelly Evernden.

## Palmarès

### Titre en simple (1)
| No | Date       | Nom et lieu du tournoi                   | Catégorie | Dotation  | Surface    | Finaliste    | Score              |  |
| -- | ---------- | ---------------------------------------- | --------- | --------- | ---------- | ------------ | ------------------ |  |
| 1  | 07-10-1985 | Altech South African Open, Johannesbourg |           | 210 000 $ | Dur (ext.) | Brad Gilbert | 6-4, 3-6, 6-3, 6-2 |  |

### Finale en simple (1)
| No | Date       | Nom et lieu du tournoi                   | Catégorie | Dotation  | Surface    | Vainqueur     | Score              |  |
| -- | ---------- | ---------------------------------------- | --------- | --------- | ---------- | ------------- | ------------------ |  |
| 1  | 17-11-1986 | Altech South African Open, Johannesbourg |           | 220 000 $ | Dur (int.) | Amos Mansdorf | 6-3, 3-6, 6-2, 7-5 |  |

### Titres en double (2)
| No | Date       | Nom et lieu du tournoi         | Catégorie       | Dotation  | Surface    | Partenaire     | Finalistes                 | Score    |  |
| -- | ---------- | ------------------------------ | --------------- | --------- | ---------- | -------------- | -------------------------- | -------- |  |
| 1  | 13-10-1986 | Tournoi du Japon outdoor Tokyo |                 | 125 000 $ | Dur (ext.) | Ken Flach      | Jimmy Arias Greg Holmes    | 6-2, 6-3 |  |
| 2  | 05-10-1987 | Queensland Open Brisbane       | GP World Series | 150 000 $ | Dur (int.) | Kelly Evernden | Broderick Dyke Wally Masur | 7-6, 6-2 |  |